# Torvmikromossa
Torvmikromossa (Cephaloziella spinigera) är en bladmossart som först beskrevs av Sextus Otto Lindberg, och fick sitt nu gällande namn av Jørg.. Torvmikromossa ingår i släktet mikromossor, och familjen Cephaloziellaceae. Arten är reproducerande i Sverige. Inga underarter finns listade i Catalogue of Life.